# Geschiedenis van Vlaanderen
Dit artikel beschrijft de geschiedenis van Vlaanderen. Let op het verschil tussen het moderne Vlaanderen en het graafschap Vlaanderen. Zo besloeg het graafschap de huidige provincies West- en Oost-Vlaanderen, een stukje van Henegouwen en een stukje van Antwerpen (provincie), Frans-Vlaanderen en Zeeuws-Vlaanderen. Het huidige Vlaanderen, omvat als het Vlaams Gewest de provincies West-Vlaanderen, Oost-Vlaanderen, Antwerpen, Vlaams-Brabant en Limburg en als Vlaamse Gemeenschap heeft het daarbij ook persoonsgebonden bevoegdheden in Brussel. Dit artikel behandelt de geschiedenis van het grondgebied van de huidige Belgische deelstaat Vlaanderen.

## Oudheid

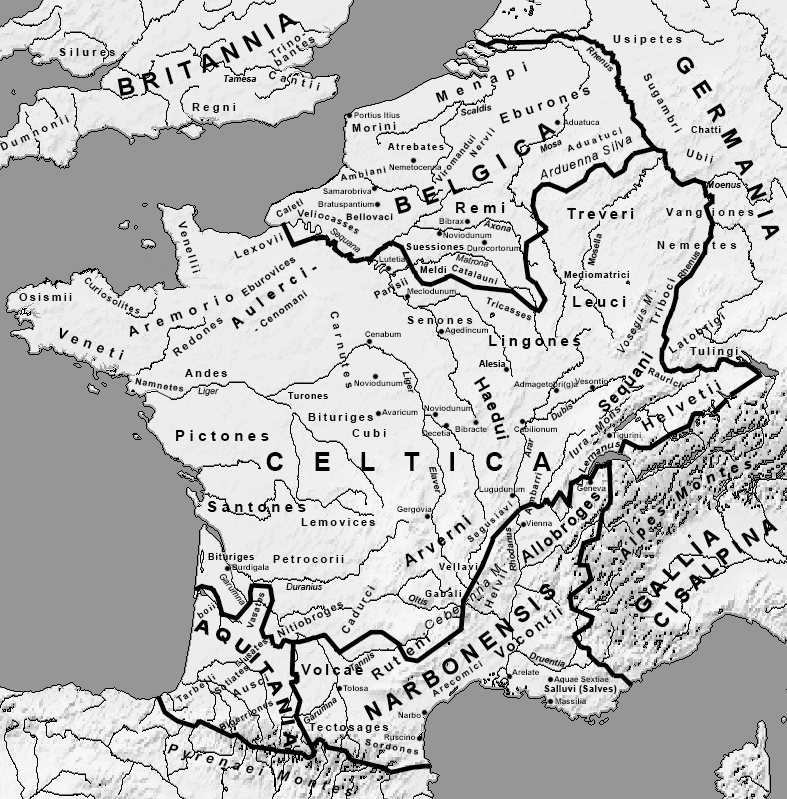
Verdeling van Gallië tijdens de verovering door Julius Caesar rond 54 v.Chr.

In de Romeinse tijd was het gebied gelegen in de Romeinse provincies Belgica en Germania Inferior en bewoond door de Belgae, die zowel van Keltische als Germaanse oorsprong waren. Aan het einde van de Romeinse periode werden ze veroverd door de Germaanse Franken bij de Volksverhuizing in de Lage Landen.
De naam Vlaanderen dook voor het eerst op in 358, toen de Franken het Vlaanderengouw of pagus Flandrensis van de Romeinen onder hun beheer kregen. Het gebied strekte zich uit over Brugge tussen de IJzer en het Zwin en ontwikkelde zich in de loop van de eeuwen tot het belangrijke graafschap Vlaanderen.

## Middeleeuwen
Wanneer het Frankische rijk gesplitst werd in 843 door het Verdrag van Verdun, kwam het westelijke deel van het huidige Vlaanderen, het latere Kroon-Vlaanderen, in West-Francië te liggen, terwijl de rest tot Midden-Francië behoorde. Dit Frankische middenrijk werd in 855 opnieuw gedeeld en het noordelijke deel werd het rijk van Lotharius II. Bij het Verdrag van Meerssen was er sprake van de Brabantgouw dat hierbij aan West-Francië werd overgedragen met Karel de Kale als koning. In 880 ging de Brabantgouw echter weer naar Oost-Francië door het Verdrag van Ribemont, tezamen met de rest van Lotharingen. Het centrale en oostelijke deel van het huidige Vlaanderen zou tot 1549 deel blijven uitmaken van het Oost-Frankische Rijk, dat in de tiende eeuw de naam Duitse Keizerrijk of Heilige Roomse Rijk zou krijgen.
1. het graafschap Vlaanderen, officieel deel van Frankrijk tot 1525, maar al van in het begin relatief zelfstandig ten opzichte van de Franse leenheer.
2. het hertogdom Brabant, gegroeid uit het graafschap Leuven.
3. het graafschap Loon, vanaf 1366 in bezit van de prinsbisschop van Luik.

Ten noorden van de Alpen was het graafschap Vlaanderen eeuwenlang een van de meest economisch- en cultureel ontwikkelde gebieden van Europa. Een hoog percentage van de inwoners leefde reeds in steden.

### Graafschap Vlaanderen

Graafschap Vlaanderen.

In 862 werd de uit Laon afkomstige Boudewijn I (bijgenaamd Boudewijn met de ijzeren arm) er de eerste gouwgraaf. De eerste expansie bereikte Boudewijn I door een huwelijk met Judith, de dochter van de West-Frankische koning Karel de Kale, waardoor hij zijn gedroomde zeggenschap kreeg over volgende gebieden: de pagus Gandensis (Gent), Wasiae (Waas), Tarvannensis (Terwaan) en Rodanensis (Rodenburg, nu Aardenburg).
Zijn zoon Boudewijn II de Kale vergrootte het bezit door grondverwerving maar ook door moord op tegenstanders, zoals de aartsbisschop van Reims en Herman van Vermandois. Hij voegde Kortrijk, Artesië, Bonen en Doornik aan de Pagus Flandrensis toe. Zo hadden de graven van Vlaanderen de pagi Flandrensis, Rodanensis, Gandensis, Curtracensis, Iserae, en Mempiscus onder de noemer van 'de Vlaanders' weten te verenigen. Het hele gebied werd door hen versterkt met nieuwe citadels en restauratie van oude Romeinse kampplaatsen.
Al vanaf het einde van de negende eeuw voer het graafschap een onafhankelijke koers tegenover zijn leenheer, de Franse koning. Dit resulteerde in verschillende conflicten. Naast Kroon-Vlaanderen was er echter ook Rijks-Vlaanderen, het deel van het graafschap Vlaanderen rond Aalst en Zeeland, deel van het Heilige Roomse Rijk in leen van de Duitse keizer.

#### Vlaanderen territoriale leider
Tussen ongeveer 925 en 1350 had in de Lage Landen een territorialisering van wereldlijke en geestelijke landsheerlijkheden uit die onoverzichtelijke lappendeken van kleine graafschappen plaats, hetgeen erop neerkwam dat een aantal feodale heren zijn gebied en gezag ten koste van dat van de buren wist uit te breiden. Deze ontwikkeling ging gepaard met de opkomst van grotere steden. Ook daarin nam Vlaanderen het voortouw.
Onder Arnulf II (962) verloor het graafschap nog aan macht, maar diens zoon Boudewijn IV maakte het verval ongedaan en ontwikkelde wolproductie op de kustschorren, een opmaat voor de latere bloei van de belangrijkste steden Brugge, Gent, Rijsel, Kortrijk en Ieper met voornamelijk handel in wol en laken.
Inmiddels was door huwelijken een stevige band ontstaan met het Franse hof en in 1051 ontstond een (tijdelijke) personele unie met het graafschap Henegouwen door de verbintenis van Boudewijn VI met gravin Richildis van Bergen. Ook de opvolgende graven hadden nauwe banden met Frankrijk, hetgeen zich ook uitte door deelname aan diverse kruistochten.
In 1119 werd Karel de Goede graaf van Vlaanderen, een Deense prins. Hij werd echter na acht jaar vermoord na een conflict met een adellijke familie in Brugge. Doordat hij kinderloos was, volgde er een opvolgingsstrijd die met steun van de Vlaamse steden beslecht werd in het voordeel van Diederik van de Elzas, die in ruil de steden invloed verleende op het feodale bestuur. Zijn zoon Filips bouwde de macht verder uit door verbindingen met het Franse hof, huwde zelf een Portugese prinses maar stierf kinderloos, waardoor het graafschap vererfde aan Boudewijn van Henegouwen. Na deze tweede personele unie ontstond onder Boudewijn IX een verwijdering van Frankrijk, dat aanspraak maakte op Vlaams bezit. De graaf werd in 1205 na een kruistocht vermist en zijn 6-jarige dochter Johanna kon de daaropvolgende vermindering van macht niet keren. Twee jaar later werd zij met haar zuster Margaretha overgebracht naar het Franse hof. Vlaanderen en Henegouwen waren daardoor feitelijk onderworpen aan de Franse koninklijke familie Capet. In 1212 werd dit bekrachtigd door het verdrag van Pont-à-Vendin, waarmee Vlaanderen formeel werd overgedragen aan Frankrijk.
De echtgenoot van Johanna, de Portugese prins Ferrand, verzette zich tegen het verdrag en kreeg daarbij steun van Engeland (Jan zonder Land) en het Heilige Roomse Rijk (keizer Otto IV). Dit leidde tot een Franse inval in 1213, waarbij onder meer de stad Damme werd geplunderd. Een jaar later versloegen de Fransen te Bouvines de te hulp gesnelde keizer Otto IV. Ferrand werd gevangengenomen en Vlaanderen werd een vazal van de Franse koning Filips August. Het geraakte meer en meer betrokken bij de Frans-Engelse tegenstellingen, werd afhankelijk van de Franse kroon en werd vanaf 1226 verplicht ongunstige verdragen met Frankrijk af te sluiten.

De Vlaamse Leeuw, zoals gevoerd in de hoge middeleeuwen.

Pas in 1297 keerde de (Franstalige) graaf Gwijde van Dampierre zich tegen de Franse invloed in Vlaanderen en sloot een militair verbond met Engeland. In 1300 was het Franse geduld op en Filips de Schone liet Vlaanderen bezetten en annexeren met hulp van Fransgezinde stadsbesturen (leliaards). Graaf Gwijde werd gevangengezet, maar kon rekenen op steun van de liebaards: adel, ambachtslieden en boeren. Op 18 mei 1302 werden Franse soldaten en Fransgezinden te Brugge tijdens de Brugse Metten na een bloedige overval vermoord. Hierop volgde de Guldensporenslag op 11 juli 1302 (de huidige feestdag van de Vlaamse Gemeenschap). De Vlamingen, waaronder vooral boeren, werden geleid door Willem van Gulik, Gwijde van Namen, Phillipus Baelde, Pieter van Belle, en Jan III van Renesse. De 2000 Franse ridders werden geleid door Robert II van Artesië en gesteund door Godevaart van Brabant, met enkele edelen die hoopten om na de overwinning op de Vlamingen, met Franse steun de Hertog Jan II van Brabant van de troon te stoten. Dus het Hertogdom Brabant steunde feitelijk de Vlamingen en vocht zeker niet aan Franse zijde mee, zoals vaak gedacht wordt. De Fransen lieten zich in hun hoogmoed echter verrassen, onder andere door het moerassige terrein, en lieten bijna allen het leven. Hun teruggevonden 500 gouden sporen werden opgehangen in de Onze-Lieve-Vrouwekerk in Kortrijk.
Na de invasie van Zeeland in 1303 begonnen de Vlamingen nu ook een offensief in het zuiden. Bij Kassel werd een leger verzameld dat de grens overtrok en Sint-Omaars aanviel, waarbij de Fransen vluchtten. Het Vlaamse leger plunderde de streek rond Sint-Omaars en Terwaan en viel in augustus ook nog het land van Doornik binnen. In enkele maanden tijd waren zowel de Vlaamse noord- als zuid- en zuidwestgrens stevig beveiligd. In augustus begon Filips de Schone met de vorming van een nieuw leger, maar door muiterij vanwege achterstallige soldij kon hij niet in actie komen. In september kwam hij daarom een wapenstilstand overeen met de Vlamingen tot mei 1304, die later werd verlengd tot juni 1304. Dit bestand gaf de Fransen de kans om opnieuw een leger op te bouwen. Ook werd militaire steun verkregen van Engeland en Brabant, en politieke steun met de zegen van de paus.
Vlaanderen had zijn zelfstandigheid van vroeger herwonnen, maar werd bij de Slag bij Pevelenberg in 1304 tijdens de onderhandelingen tot zware toegevingen gedwongen nadat die slag onbeslist eindigde. De graaf van Vlaanderen bleef onafhankelijker dan de andere Franse leenmannen, maar de Franse koning verstevigde zijn gezag en de graaf boette een deel van oude verworvenheden in. Het is pas na de Honderdjarige Oorlog en de Bourgondische eenmaking dat Vlaanderen uit het Frans leenverband werd gelicht, wat een definitief beslag vond in 1548 met de Transactie van Augsburg.
In 1316 probeerde het Franse leger een nieuwe invasie, maar dit mislukte door slechte weersomstandigheden. De periode tussen 1314 en 1316 was namelijk uitzonderlijk nat en draaide uit in een zware hongersnood. Men spreekt zelfs van een modderleger omdat de Franse troepen door de modder hun materiaal moesten achterlaten.
In 1323 brak in de Vlaamse kuststreek verzet uit tegen buitensporige grafelijke belastingen. Dit was de Opstand van Kust-Vlaanderen. De Kerels van Vlaanderen onder bevel van Nicolaas Zannekin veroverden zelfs Nieuwpoort, Veurne, Kortrijk en Ieper. Pas 5 jaar later slaagde graaf Lodewijk van Nevers er met Franse steun in de opstand na de Slag bij Kassel bloedig te onderdrukken.
Door de steun van Lodewijk van Nevers aan Frankrijk in de Honderdjarige Oorlog tegen Engeland, raakte Vlaanderen in een economische crisis nadat de Britten in 1336 de aanvoer van wol en levensmiddelen staakten. Het leidde tot het stilvallen van de wol- en lakenindustrie en een daaropvolgende verpaupering. In Gent brak als reactie in december 1337 een opstand uit tegen de Fransgezinde graaf. Onder leiding van Jacob van Artevelde werd in Gent een revolutionair bewind gevestigd dat zich in de Frans-Engelse strijd neutraal verklaarde. De graaf vluchtte naar Frankrijk en de Vlaamse steden sloten een verbond met Engeland. De Engelse wolstapel keerde weliswaar terug, maar tegelijkertijd nam de invloed van Londen op het Vlaamse bestuur fors toe. Dat niet alle Vlamingen hier gerust op waren bleek bij de moord door Gentenaren op Jacob van Artevelde in 1345 bij diens terugkeer van een gesprek met de Engelse vorst Eduard III. De lynchpartij werd gevoed door geruchten over een mogelijke overdracht van het graafschap aan de prins van Wales.
De pest brak uit in 1348, wat de welvaart in de steden aantastte. In 1369 raakte Vlaanderen weer in het Franse kamp door het huwelijk van de grafelijke dochter Margaretha met de Bourgondische hertog Filips de Stoute. Deze kwam in 1382 zijn schoonvader Lodewijk van Male te hulp bij het neerslaan van een sociale opstand in Gent, ditmaal geleid door Filips van Artevelde in het voetspoor van zijn vader. Bij Westrozebeke werd het Gentse verzet vernietigd en Van Arteveldes lijk werd op een rad tentoongesteld. Twee jaar later, in 1384 werd Filips de Stoute zelf graaf van Vlaanderen en begon de Bourgondische periode.

### Hertogdom Brabant
Het hertogdom Brabant lag ten oosten van het Graafschap Vlaanderen. Het was gegroeid uit het graafschap Leuven. Rond het jaar 1000 komt het graafschap Brussel via een huwelijk in handen van de graven van Leuven.
Het deelde met zijn Vlaamse buur eenzelfde taal en cultuur. Terwijl de graaf van Vlaanderen zijn grondgebied grotendeels in leen had van de Franse koning, erkende Brabant de Duitse keizer als leenheer. Politiek en economisch waren Vlaanderen en Brabant geduchte rivalen. Met steden als Brussel, Leuven, Antwerpen en 's-Hertogenbosch was Brabant een erg welvarende regio.

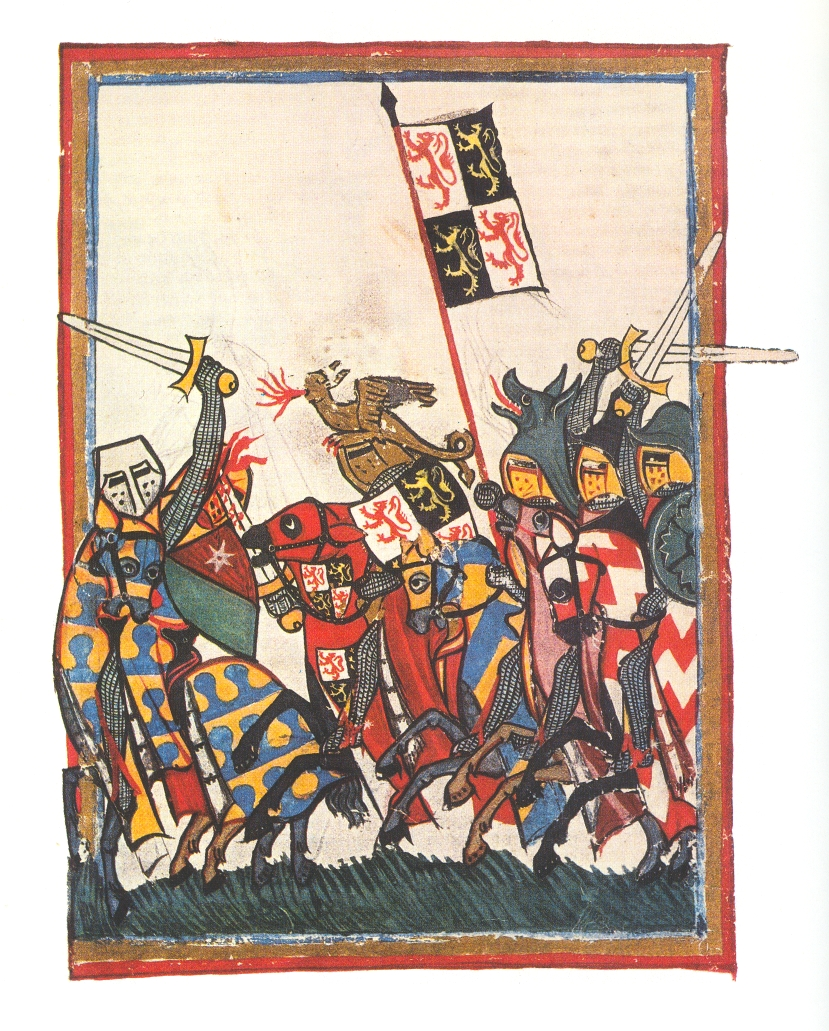
Slag bij Woeringen (1288), hoogtepunt van de Brabantse expansiepolitiek

In 1106 kreeg Godfried van Leuven (Godfried met den baard) na het verwerven van Antwerpen de hertogelijke waardigheid over Neder-Lotharingen en werd tegelijk markgraaf van Antwerpen en landgraaf van Brabant, een leen van de Duitse keizer Hendrik V. De machtsuitbreiding ging niet zonder slag of stoot, want in 1139 braken de Grimbergse Oorlogen uit, een strijd tussen Brabant en de heren van Grimbergen en Berthout die zich uitstrekte over twintig jaar.
Pas na 1183 (inmiddels had ook de verwerving van het graafschap Aarschot plaatsgehad) werd Brabant zelf een hertogdom onder Hendrik I van Brabant. In 1190 eindigde de verbinding met Neder-Lotharingen na het opheffen van dat hertogdom door de Duitse Rijksdag. Verdere expansie vond plaats richting oosten. In 1204 werd een deel van Maastricht ingenomen, wat de start vormde van de Luiks-Brabantse oorlogen, een serie conflicten met het prinsbisdom Luik dat pas in 1378 een einde zou kennen. In 1288 versloeg Jan I van Brabant bij Woeringen de aartsbisschop van Keulen en verkreeg het hertogdom Limburg.
In 1267 wordt de hoofdstad van het hertogdom Brabant verplaatst van Leuven naar Brussel.
Na de dood van Jan III van Brabant in 1355 volgde onder de zwagers van zijn dochters de Brabantse Successieoorlog. Tijdens de Vrede van Aat werd afgesproken dat de oudste dochter, Johanna van Brabant het hertogdom zou erven, maar dat indien zij kinderloos zou sterven het hertogdom zou overgaan naar haar jongere zus Margaretha van Brabant (1323-1380), vrouw van de graaf van Vlaanderen Lodewijk van Male of haar kinderen. In 1396 kreeg de dochter van Margaretha van Brabant, Margaretha van Male, getrouwd met de hertog van Bourgondië Filips de Stoute, het hertogdom Brabant toegewezen van haar hoogbejaarde tante. Dit stuitte op sterke tegenstand van de Staten van Brabant. Na de dood van Johanna in 1406 kon Margaretha van Male het hertogdom wel met goedkeuring van de Raad laten erven door haar tweede overlevende zoon Anton van Bourgondië. Haar eerste overlevende zoon, Jan zonder Vrees erfde het graafschap Vlaanderen van zijn moeder.

### Graafschap Loon en het prinsbisdom Luik
In 817 bestond het bisdom Luik uit Tongeren, Maastricht, Hoei, Dinant, Ciney en de abdij van Saint-Hubert. Met het Verdrag van Verdun van 843 werd Luik (net als Loon, Leuven en Brussel) deel van Lotharingen. Het domein van Theux werd in 898 door Zwentibold, koning van Lotharingen, aan de bisschop van Luik geschonken. Het bisdom werd in 985 door keizer Otto II uitgebreid met het graafschap Hoei. Vanaf dan krijgt de bisschop (toen Notger) ook een wereldlijke titel en werd Luik een vorstendom, wat de basis vormde voor het prinsbisdom Luik. Het hertogdom Bouillon werd in 1096 gekocht van Godfried V (Godfried van Bouillon) en bleef (een apart) deel van het prinsdom tot 1678. Hoewel het prinsbisdom deel uitmaakte van de Nederrijns-Westfaalse Kreits binnen het Heilige Roomse Rijk, bleef het tot de Franse annexatie in 1795 min of meer onafhankelijk.
Het graafschap Loon was een vorstendom in het Heilige Roomse Rijk. Omstreeks 1020 omvatte het slechts de streek van Borgloon, maar tegen 1200 strekte het zich uit over een groot deel van het huidige Belgisch-Limburg. In 1366 annexeerde de bisschop van Luik Jan van Arkel het graafschap Loon na de dood van graaf van Loon Diederik van Heinsberg, maar toch behield het graafschap een grote autonomie binnen het prinsbisdom. Zo kon de prins-bisschop niet zomaar belastingen innen of verhogen, en moest hij bij zijn aantreden de oude privileges van Loon erkennen.

## De Bourgondische tijd en de komst van de Habsburgers
Aan het einde van de 14e eeuw (1384) kwam Vlaanderen in handen van Bourgondische erfgenamen, in 1430 gevolgd door Brabant (met Limburg). Zo raakten De Lage Landen in de 15e eeuw verenigd in de Bourgondische Nederlanden, of de zogenaamde Zeventien Provinciën. Op het hoogtepunt van hun macht heersten de Bourgondische hertogen over een gebied dat zich uitstrekte over Noordoost-Frankrijk, Luxemburg en het huidige België en Nederland. Toen in 1477 Karel de Stoute, de laatste hertog van Bourgondië, sneuvelde, nam koning Lodewijk XI van Frankrijk Bourgondië zelf in bezit. De Nederlanden werden voortaan geregeerd door Maria van Bourgondië en haar echtgenoot aartshertog Maximiliaan I van Oostenrijk uit het huis Habsburg.

### Eenmaking van de Nederlanden (Brabant en Vlaanderen)
Een eerste belangrijke mijlpaal in de convergentie van het graafschap Vlaanderen en het hertogdom Brabant vormde de uitkomst van de Brabantse successieoorlog in 1357. Hertog Jan III stierf zonder mannelijke troonopvolger en zijn tweede dochter trouwde met Lodewijk II van Vlaanderen, de graaf van Vlaanderen. Op de Vrede van Aat in 1357 verkreeg Vlaanderen een relatief voordelige overeenkomst. In 1396 erfde de dochter van Lodewijk, gravin Margaretha van Vlaanderen het hertogdom Brabant van haar hoogbejaarde tante, de kinderloze hertogin Johanna van Brabant. Zo kwamen het graafschap Vlaanderen en het hertogdom Brabant, zij het kortstondig, een eerste keer in personele unie. Na de dood van Margaretha van Male ging het graafschap Vlaanderen naar Jan zonder Vrees, tezamen met het hertogdom Bourgondië dat deze van zijn vader erfde. Het hertogdom Brabant ging naar de tweede overlevende zoon van Margaretha van Male: Anton van Bourgondië. Slechts een kwarteeuw later erft hertog Filips de Goede, zoon van Jan zonder Vrees, het hertogdom Brabant van zijn neef Filips van Saint-Pol (zoon van Anton van Bourgondië). De personele unie tussen Vlaanderen en Brabant die startte onder Filips de Goede zou blijven duren tot 1795 en zou in 1549 door de Pragmatieke Sanctie gebetonneerd worden door Keizer Karel V, een achterkleinzoon van Filips de Goede.
Filips de Goede startte eveneens met de uitbouw van een gecentraliseerd bestuur in zijn Nederlanden. In 1464 richt hij de Staten-Generaal der Nederlanden op. Zijn opvolgers zouden verdergaan op hetzelfde pad. Zijn zoon Karel de Stoute liet in 1473 zijn gerechtelijke raad achter in Mechelen, die de naam Parlement van Mechelen kreeg. Vier jaar later moet zijn dochter, Maria van Bourgondië deze centrale raad echter weer afschaffen onder druk van het particularisme van de staten (Groot Privilege). Filips de Schone richtte de Grote Raad van Mechelen vanaf 1504 opnieuw op in Mechelen. In 1512 kregen de Habsburgse Nederlanden als Bourgondische Kreits een aparte status binnen het Heilige Roomse Rijk. Een resterende anomalie was dat het centraal bestuur van de Bourgondiërs (en vanaf Filips de Schone "Habsburgers") zeggenschap had over een deel van het Franse koninkrijk (Kroons-Vlaanderen). Deze anomalie werd "rechtgezet" na de Italiaanse Oorlogen tussen Frankrijk en het Heilige Roomse Rijk bij de Vrede van Madrid in 1525.
Karel de Stoute trachtte in de vijftiende eeuw eveneens zijn invloed te laten gelden in het prinsbisdom Luik (Luiks-Bourgondische Oorlogen), maar uiteindelijk zal zijn kleinzoon Filips de Schone de onafhankelijkheid van het prinsbisdom moeten erkennen in 1492. Het prinsbisdom, kwam in tegenstelling tot de andere Nederlandse gebieden dus niet rechtstreeks in handen van de Bourgondische of Habsburgse staatshoofden, maar bleef relatief onafhankelijk binnen het Heilige Roomse Rijk, net zoals de meeste onderdelen van het Heilige Roomse Rijk.
In 1506 wordt keizer Karel V de nieuwe hertog van Brabant en graaf van Vlaanderen. Echter tot 1515 fungeert zijn grootvader, keizer Maximiliaan I van Oostenrijk, als voogd. Bij de Transactie van Augsburg in 1548 werden de Habsburgse Nederlanden tot één staatkundig geheel gemaakt en verkregen ze feitelijke onafhankelijkheid. In 1549 werden bij de Pragmatieke Sanctie verdere regels vastgelegd over het erfopvolging van het staatshoofd van de Nederlanden. De verschillende "staten" (graafschappen, hertogdommen,...) van de Nederlanden bleven echter wel bestaan binnen deze staat tot hun afschaffing in 1795. In tegenstelling tot de Habsburgse Nederlanden bleef het prinsbisdom Luik wel officieel deel uitmaken van het Heilige Roomse Rijk tot 1795.

## Spaanse en Zuidelijke Nederlanden
In 1550 wordt het Bloedplakkaat afgekondigd, een ordonnantie tegen de protestanten. Enkele jaren later breekt de Opstand uit.

#### De oorlog tegen Spanje

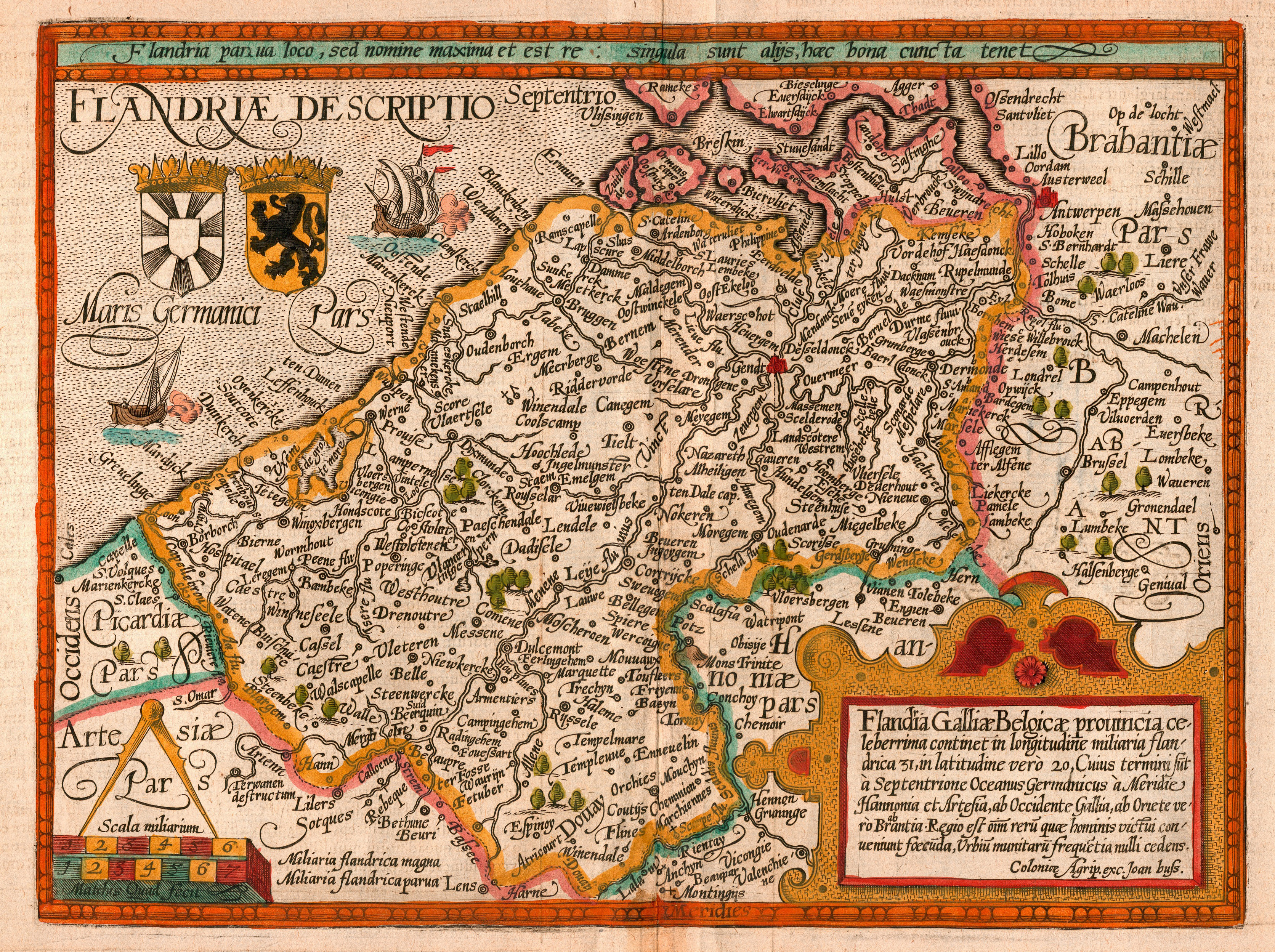
Landkaart van Vlaanderen in 1609.

In 1556 kwamen de Zeventien Provinciën onder zogenaamd Spaans bewind, via de zoon van keizer Karel V, Filips II. Het harde bestuur, de zware belastingen en de vervolging van de protestanten leidden tot een gewapende opstand in de Spaanse Nederlanden. In 1576 werd de Pacificatie van Gent gesloten tussen alle gewesten behalve Luxemburg. Maar de Waalse gewesten werden tussen 1576 en 1579 heroverd door het koninklijke Leger van Vlaanderen. Bovendien scheidden de Picardische gewesten zich af in 1579 met de Unie van Atrecht; een Heel-Nederlandse opstand was hiermee mislukt.
Maar de Nederlandstalige gewesten vochten door en sloten de Unie van Utrecht. Met het Plakkaat van Verlatinghe in 1581 scheidden de noordelijke provincies (inclusief Vlaanderen en belangrijke delen van Brabant) zich af en vormden na de Vrede van Münster in 1648 een aparte republiek, maar Vlaanderen en grote delen van Brabant werden van 1579 tot 1585 heroverd door Alexander Farnese, hertog van Parma en Spaanse landvoogd van de Nederlanden, de Zuidelijke Nederlanden (1581–1713).

#### Verliezen aan Frankrijk
De meest westelijke provincies kwamen tussen 1659 en 1678 opnieuw onder Frans bewind, met name na de Slag aan de Peene (de streek tussen Sint-Omaars en Ieper is Frans geworden na deze slag).

## Oostenrijkse Nederlanden
In 1714 kwam de rest van de Zuidelijke Nederlanden onder de Oostenrijkse Habsburgers, na het uitsterven van de Spaanse tak van de Habsburgers en het aantreden van de Bourbons. Dit bleef zo tot 1795.

### Verenigde Nederlandse Staten
Zoals de andere Oostenrijkse Nederlanden riep ook het graafschap Vlaanderen zijn onafhankelijkheid uit. Dit gebeurde op de Vrijdagmarkt te Gent op 4 januari 1790. Het Manifest van de Provincie Vlaanderen was opgesteld door Karel Jozef de Graeve en Jan Jozef Raepsaet. Echter, de Verenigde Nederlandse Staten werden niet internationaal erkend, en door interne verdeeldheid verzwakt herstelden de Oostenrijkers eind 1790 gemakkelijk weer hun gezag.

## Franse periode
Frankrijk viel de Zuidelijke Nederlanden binnen in 1792 en won de Slag bij Jemappes, maar werd later door keizer Leopold II weer verdreven bij Neerwinden. In 1794 behaalde Frankrijk een overwinning bij Fleurus en bezette de Zuidelijke Nederlanden, deze keer voor langere tijd, tot 1814. In 1798 kwamen enkele Vlaamse, Brabantse en Limburgse boeren in opstand tegen de Franse bezetting, maar deze Boerenkrijg was kansloos tegen de sterke legers van Frankrijk.
Hier eindigt de geschiedenis van het graafschap Vlaanderen definitief. Het werd omgevormd tot twee Franse departementen, Leiedepartement en Scheldedepartement, die zouden blijven bestaan als de Nederlandse provincies Oost-Vlaanderen en West-Vlaanderen. Ook het oude hertogdom Brabant komt hier aan haar einde, en wordt opgesplitst in de departementen van de Dijle en de Twee Neten (de latere provincies Antwerpen en Zuid-Brabant). Het prinsbisdom Luik werd opgesplitst in een Franstalig deel (de latere provincie Luik) en een Nederlandstalig deel, dat samen met het oude hertogdom Limburg en Spaans Opper-Gelre het departement Nedermaas vormde (dit werd het latere hertogdom Limburg). 

Door de Franse overheersing werden de Nederlandstaligen in de Zuidelijke Nederlanden zich er langzaam van bewust, niet 'Frans' te zijn, maar wat men wél was, bleef nog onduidelijk. Een nationaal bewustzijn was er nog niet.

## Hereniging
Op 16 maart 1815 werd Willem I koning van het Verenigd Koninkrijk der Nederlanden dat de vroegere Oostenrijkse Nederlanden samen met het voormalige koninkrijk Holland (zonder Oost-Friesland) omvatte. Deze unie werd de Zuidelijke Nederlanden door de grote Europese mogendheden opgelegd bij het Congres van Wenen, zonder dat zij inspraak kregen. Willem I was een autoritaire vorst die in het zuiden vanwege de ultramontanen, de liberalen en de Franstalige bourgeoisie tegenwind kreeg.
De Nederlandstaligen in het Zuiden (toen al bekend als 'Vlamingen'), werden zich ervan bewust 'Nederlandstalig' te zijn (wat in de beginperiode van het latere België synoniem was aan 'Vlaams'). Enerzijds was er convergentie betreft taal en cultuur tussen 'Vlaanderen' en 'Holland', maar de godsdienstige verschillen bleken moeilijker te overbruggen. Economisch raakten Noord en Zuid al snel verweven.
Er werden veel wegen en kanalen (Kanaal Gent-Terneuzen 1827; Zuid-Willemsvaart 1826; Kanaal Charleroi-Brussel 1827-'32 enz.) aangelegd voor verbetering van de infrastructuur, en de Schelde ging weer open voor de haven van Antwerpen, dat een heropbloei kende. De nieuwe provincie Limburg kreeg eveneens een economische opleving door het gunstige beleid van Willem I; de Maas en de Zuid-Willemsvaart werden de transportassen tussen het Luikse industriegebied en Noord-Nederland.
De Rijksuniversiteit Leuven en Rijksuniversiteit Gent openden in 1817 en brachten veel geleerden voort. Het in 1825 opgerichte Collegium Philosophicum, dat de Zuid-Nederlandse geestelijkheid moest opleiden, was echter een mislukking. De zes universiteiten der Nederlanden hadden in die tijd allemaal nog het Latijn als voertaal, een systeem geënt op het Franse classicisme en een leerprogramma waaruit de moderne vakken werden geweerd; zij hadden niet de groeikansen en avontuurlijke geest van de Duitse universiteiten.
Het Verenigd Koninkrijk duurde niet lang; in 1830 kwam het tot een breuk tussen Noord en Zuid met de Belgische Revolutie, die geïnspireerd was door de Julirevolutie in Frankrijk. Onverstandig koninklijk militair ingrijpen maakte dat de opstand levensvatbaar werd, en gesteund door Franse soldaten en diplomatie slaagde de afscheiding ondanks de Noordelijke zege tijdens de Tiendaagse Veldtocht.

## Belgische periode
In de maanden augustus en september van het jaar 1830 werd Willem I door een revolutie verdreven. Op 4 oktober 1830 riep België zijn onafhankelijkheid uit. Op 21 juli 1831 legde Leopold I de eed af als eerste koning der Belgen.

### Nieuwe verhoudingen: het Frans wordt dominant
Het jonge koninkrijk had een strak in Brussel gecentraliseerd bestuur en koos in 1830 het Frans als officiële taal. Het Frans ging het openbare leven domineren en werd de taal van het gerecht, de administratie, het leger, de cultuur, de media. Frans was de taal van de politieke en economische elite. De Nederlandstaligen hadden nauwelijks politieke of economische macht. Ze werden bestuurd, onderwezen en berecht in een taal die de meesten niet begrepen.
Hof, regering en parlement zetelden in Brussel. Rond dat politieke centrum groeide geleidelijk ook een financieel-economische elite. In een razendsnel tempo kreeg Brussel een Franssprekende boven- en middenlaag. Lager en middelbaar onderwijs kon men nagenoeg enkel in het Frans volgen zodat het Frans geleidelijk ook in de lagere sociale klassen binnensijpelde.
In de algemene geschiedschrijving wordt aangenomen dat rond 1840 de termen 'Vlaanderen' en 'Wallonië' zijn ontstaan, om respectievelijk het Nederlandstalige (Vlaamse) en het Franstalige (Waalse) deel van België aan te geven. Als men het alleen over het voormalige graafschap had, zei men meestal de beide Vlaanderen, om een duidelijk onderscheid te maken tussen het Vlaanderen van vóór en na de Franse tijd.
In dezelfde periode trok Brussel massa’s inwijkelingen aan, het grootste deel uit Vlaanderen. Vlaanderen was eeuwenlang een van de rijkste regio’s van Europa geweest, maar maakte in de 19e eeuw een periode van economisch verval en hongersnood door. Ook die inwijkelingen verfransten: wie eentalig Nederlands was, had geen enkele kans om hogerop te geraken.
Toch brak de culturele en politieke eigenheid van duizend jaar Vlaamse cultuur stilaan door. Vanaf 1876 werd opnieuw in het Nederlands les gegeven, maar dan gemengd Frans-Nederlands. Volledig Nederlandstalig onderwijs kwam er pas in 1930, toen de Universiteit Gent vernederlandst werd, en in 1932 voor het secundair onderwijs. In 1938 werd Nederlands ook een voertaal binnen het leger.

### Vlaamse strijd voor gelijke rechten
Zie ook: Vlaamse Beweging
Tegen deze verregaande achterstelling ontstond meer en meer reactie. De Vlaamse Beweging ijverde voor sociale en politieke gelijkberechtiging van de Vlamingen, een begrip dat niet alleen meer op de inwoners van het graafschap Vlaanderen sloeg, maar op alle Nederlandstalige Belgen. Gedurende de twee wereldoorlogen collaboreerde een deel van de Vlaamse Beweging met de Duitse bezetter. Niettemin bereikte ze meer en meer resultaten. Zo werd het Nederlands terug ingevoerd als onderwijstaal en in de administratie in Vlaanderen. Voor een korte periode in 1944 werd België zelfs opgesplitst in een Rijksgouw Vlaanderen en een Rijksgouw Wallonië; maar spoedig daarna kwam de bevrijding en herstelde de Belgische regering haar gezag.
In de periode 1962/63 was er de definitieve vaststelling van de taalgrens tussen noord en zuid.
In 1968 verlieten Franstalige studenten en hoogleraren de oude universiteitsstad Leuven om 25 km ten zuiden in Waals (dus Franstalig) gebied een nieuwe universiteit te bouwen: Louvain-la-Neuve. In hetzelfde jaar werd ook de Universiteit van Brussel opgedeeld in twee eenheden: de Vrije Universiteit Brussel en de Université libre de Bruxelles.
Er kwam een wijziging van de grondwet in 1970 welke België in vier taalgebieden deelt (Nederlands in Vlaanderen, Frans in Wallonië, het tweetalige Brussel en de hoofdzakelijk Duitstalige Oostkantons), en drie cultuurgemeenschappen: een Nederlandse, een Franse en een Duitse, met in 1973 de uitbreiding van de taalwetten van 1962 (ook binnen bedrijven en werkplaatsen moet de taal worden gebruikt van het gebied waarin men zich bevindt).

### Vlaanderen wordt een deelstaat
Zie ook: Staatshervorming van België
Op 7 december 1971 werd de Nederlandse Cultuurraad geïnstalleerd. Die was bevoegd voor alles wat met taal en cultuur te maken heeft. Het was nog geen volwaardig parlement: de leden zaten ook al in de Kamer of de Senaat. In 1980 werd de Vlaamse Raad opgericht, net als de Taalunie tussen België en Nederland.
De regering-Martens ging nog een stapje verder, ze deelde in augustus 1980 de centrale staat België op in gewesten en gemeenschappen, waardoor de unitaire staat België verdwijnt. Het zijn telkens autonome delen met een soms verregaande vorm van zelfbestuur. De gewesten nemen economische bevoegdheden voor hun rekening, terwijl de gemeenschappen over taal en cultuur beslissen. De Vlaamse Cultuurraad werd vervangen door de Vlaamse Gemeenschapsraad. Deze verkreeg de bevoegdheden van een volwaardig parlement.

Officiële Vlaamse vlag van het Gewest en de Gemeenschap

In 1993 was er opnieuw een wijziging van de grondwet (het Sint-Michielsakkoord onder Jean-Luc Dehaene). België is nu een federale staat, samengesteld uit de gemeenschappen (de vroegere cultuurgemeenschappen) en gewesten (Vlaams Gewest, Waals Gewest en Brussels Gewest). In 1995/96 werd de Vlaamse Raad omgevormd tot volwaardig Vlaams Parlement, met eigen verkiezingen en een eigen regering.
Typerend voor de mentaliteitswijziging is ook de naamsverandering van de BRTN (Belgische Radio en Televisie - Nederlands), die in 1998 haar naam veranderde in VRT (Vlaamse Radio en Televisie). Na het uiteenvallen in een Franstalige en een Nederlandstalige vleugel, introduceerde ook een groeiend aantal politieke partijen het woord Vlaams in hun naam, waarna ze electorale successen boekten : naast Vlaams Blok/Belang (sinds 1978) en N-VA (Nieuw-Vlaamse Alliantie, sinds 2001) (beiden voortgekomen uit de Volksunie, ze zijn beiden Vlaams nationalistische partijen. Ze streven naar een onafhankelijk Vlaanderen) ook (Open) V.L.D. (Vlaamse Liberalen en Democraten, tot 1992 PVV), CD&V (Christen-Democratisch en Vlaams, tot 2001 CVP) en VLOTT (Vlaams Lib. Onafh. Tolerant Transparant, sinds 2005). Ten slotte veranderde spirit haar naam in 2008 naar VlaamsProgressieven (Vl.Pro).